# 한국어 시인 목록
아래는 한국어 시인 목록이다.

## 21세기 시인

### 가나다순

#### ㄱ
- 강은교 (1945)
- 고은 (1933)
- 고창수 (1934)
- 고형렬 (1954)
- 곽재구 (1954)
- 구상 (시인) (1919–2004)
- 기형도 (1960-1989)
- 김경 (시인) (1955-2018)
- 김경주 (시인) (1976)
- 김광규 (시인) (1941)
- 김광림 (시인) (1929)
- 김구용 (1922년) (1922–2001)
- 김기림 (1908-?)
- 김기택 (시인) (1957)
- 김남조 (1927)
- 김명순 (1896년) (1896–1951)
- 김명인 (시인) (1946)
- 김봉길 (시인) (1956)
- 김사인 (1956)
- 김상옥 (1920년) (1920–2004)
- 김선우 (시인) (1970)
- 김소월 (1902–1934)
- 김수영 (1921–1968)
- 김수영 (1921–1968)
- 김승희 (1952)
- 김신용 (1945)
- 김언 (1973)
- 김영랑 (1903–1950)
- 김영무 (1944–2001)
- 김영현 (소설가) (1955)
- 김정환 (시인) (1954)
- 김종길 (1926)
- 김종철 (시인) (1947)
- 김종해 (시인) (1941)
- 김춘수 (1922–2004)
- 김행숙 (1970)
- 김혜순 (1955)
- 김후란 (1934)

#### ㄴ
- 나희덕 (1966)
- 노천명 (1912-1957)
- 나태주 (1945)

#### ㄷ
- 도종환 (1954)

#### ㅁ
- 마종기 (1939)
- 모윤숙 (1910–1990)
- 문덕수 (1928)
- 문정희 (시인)  (1947)
- 문태준 (시인) (1970)

#### ㅂ
- 박남수 (1918–1994)
- 박두진 (1916–1998)
- 박목월 (1916–1978)
- 박영근 (1958-2006)
- 박용래 (1925–1980)
- 박이문 (1930)
- 박인환 (시인) (1926–1956)
- 박재삼 (1933–1997)
- 박정대 (1965)
- 박희진 (1931–2015)
- 백석 (1912~1996)
- 복거일 (1946)

#### ㅅ
- 서정주 (1915–2000)
- 성봉수 (1964)
- 성찬경 (1930–2013)
- 신경림 (1936)
- 신용목 (1974)

#### ㅇ
- 오규원 (1941–2007)
- 오세영 (시인) (1942)
- 오탁번 (1943)
- 원효 (617–686)
- 유안진 (1941)
- 유치환 (1908–1967)
- 윤동주 (1917–1945)
- 윤진화 (1974)
- 이근화 (1976)
- 이명랑(작가) (1973)
- 이상 (작가) (1910–1937)
- 이상화 (시인) (1901–1943)
- 이성복 (1952)
- 이성부 (1942–2012)
- 이육사 (1904–1944)
- 이윤택 (1952)
- 이장욱 (1968)
- 이제하 (1937)
- 이형기 (1933–2005)
- 이혜경 (소설가) (1960)
- 이후 (소설가) (1982)

#### ㅈ
- 장석남 (1965)
- 장정일 ( 1962)
- 장철문 (1966)
- 전경린 (1962)
- 정지용 (1902-?)
- 정지용 (1902–??)
- 정호승 (1950)
- 조기천 (1913–1951)
- 조병화 (1921-2003)
- 조정권 (1949)
- 조지훈 (1920-1968)
- 주요한 (1900-1979)

#### ㅊ
- 채호기 (1957)
- 천상병 (1930-1993)
- 최남선 (1890 -1957)
- 최승호 (시인) (1954)
- 최영미 (시인) (1961)
- 최정례 (1955)
- 최승자 (1952)

#### ㅎ
- 하승무 (1963)
- 한태호 (1952)
- 허수경 (시인) (1964)
- 홍윤석 (1925)
- 황동규 (1938)
- 황인숙 (1958)
- 황지우 (1952)
- 만해 한용운 (1879–1944)

### 시간 순서에 따른 목록

#### 1970년대
- 이근화 (1976)
- 김경주 (시인) (1976)
- 신용목 (1974)
- 김언 (1973)
- 김선우 (시인) (1970)
- 문태준 (시인) (1970)
- 한강 (작가) (1970)

#### 1960년대
- 이장 (1968)
- 나희덕 (1966)
- 장철문 (1966)
- 박정대 (1965)
- 장석남 (1965)
- 하승무 (1964)
- 성봉수 (1964)
- 허수경 (시인) (1964)
- 장정일 (1962)
- 전경린 (1962)
- 최영미 (시인) (1961)
- 기형도 (1960-1989)
- 이혜경 (소설가) (1960)

#### 1950년대
- 황인숙 (1958)
- 김기택 (시인) (1957)
- 채호기 (1957)
- 김봉길 (1956)
- 김사인 (1956)
- 김영현 (소설가) (1955)
- 최정례 (1955)
- 도종환 (1954)
- 김정환 (시인) (1954)
- 곽재구 (1954)
- 고형렬 (1954)
- 이성복 (1952)
- 황지우 (1952)
- 김승희 (1952)
- 이윤택 (1952)
- 최승자 (1952)
- 정호승 (1950)

#### 1940년대
- 조정권 (1949)
- 박희진 (1947)
- 김종철 (시인) (1947)
- 문정희 (시인)  (1947)
- 오규원 (1947)
- 복거일 (1946)
- 김명인 (시인) (1946)
- 김신용 (1945)
- 강은교 (1945)
- 천상병 (1945)
- 김영무 (1944-2001)
- 오탁번 (1943)
- 이가림 (1943)
- 이성부 (1942-2012)
- 최승호 (시인) (1942)
- 유안진 (1941)
- 김종해 (시인) (1941)
- 김광규 (시인) (1941)

#### 1930년대
- 황동규 (1938)
- 이제하 (1937)
- 신경림 (1936)
- 김후란 (1934)
- 고창수 (1934)
- 박재삼 (1933)
- 고은 (1933)
- 이형기 (1933)
- 천상병 (1930-1993)
- 성찬경 (1930-2013)
- 박이문 (1930)

#### 1920년대
- 김광림 (시인) (1929)
- 문덕수 (1928)
- 김남조 (1927)
- 박인환 (시인) (1926)
- 김종길 (1926)
- 홍윤석 (1925)
- 박용래 (1925-1980)
- 김춘수 (1922-2004)
- 김구용 (1922년) (Kim Kku) (1922-2001)
- 김수영 (1921-1968)
- 김상옥 (1920년) (1920-2004)
- 조지훈 (1920-1968)

#### 1910년대
- 구상 (시인) (1919-2004)
- 윤동주 (1918-1945)
- 박남수 (1919-1994)
- 박목월 (1916-1978)
- 서정주 (1915-2000)
- 백석(1912~1996)
- 노천명 (1912-1957)
- 이상 (작가) (1910-1937)

#### 1900년대
- 정지용 (1903-?)
- 김기림 (1908-?)
- 유치환 (1908-1967)
- 김영랑 (1903-1950)
- 이육사 (1904-1944)
- 정지용 (1903-?)
- 정지용 (1902–??)
- 김소월 (1902-1934)
- 이상화 (시인) (1901~1943)
- 주요한 (1900-1979)

#### 1890년대
- 김명순 (1896년) (1896-1951)
- 최남선 (1890-1957)

## 19세기 시인
- 만해 한용운 (1879-1944)

## 18세기 시인
- 윤선도 (1587–1671)
- 허난설헌 (1563–1589)

## 초기의 시인
- 석천 김각 (1536-1610)
- 황진이 (1522-1565)
- 이색 (1328-1395 [1396?])
- 최충 (984-1068)
- 균여 (917—973)
- 최치원 (857-915)
- 원효 (617–686)